# Atletismo nos Jogos Pan-Americanos de 2007 - 20 km marcha atlética feminina
Os 20 quilômetros de marcha atlética feminino foi uma das competições de atletismo nos Jogos Pan-Americanos de 2007, no Rio de Janeiro. A prova foi disputada no Parque do Flamengo em 22 de julho.
Com 15 atletas de 10 países, a prova foi marcada pelo forte calor da tarde carioca e liderada de início pela boliviana Geovana Irusta e por Cristina López de El Salvador. Irusta acabou desclassificada por receber três cartões vermelhos e López conquistou a medalha de ouro sem grandes dificuldades. A prata foi conquistada pela equatoriana Miriam Ramón e a brasileira Tânia Spindler por pouco não conquistou a medalha de bronze ao ficar 28 segundos atrás da terceira colocada María Esther Sánchez, do México.

## Medalhistas
| Ouro   | ESA Cristina López       |
| Prata  | ECU Miriam Ramón         |
| Bronze | MEX María Esther Sánchez |

## Recordes
Recordes mundiais e pan-Americanos antes da disputa dos Jogos Pan-Americanos de 2007.
| Tipo                             | Atleta            | Tempo   | Local     | Data                |
| -------------------------------- | ----------------- | ------- | --------- | ------------------- |
|                                  | Olimpiada Ivanova | 1h25m41 | Helsinque | 7 de agosto de 2005 |
| Recorde dos Jogos Pan-Americanos | Graciela Mendoza  | 1h34m19 | Winnipeg  | 26 de julho de 1999 |

## Resultados
- DNF: não completou a prova.
- DSQ: desclassificado.

Penalizações da marcha atlética:
Cada vez que um atleta descumpre uma das regras da modalidade implantadas pela Associação Internacional de Federações de Atletismo (IAAF), recebe um cartão vermelho () como advertência que podem ser:
- Contato perdido com o solo (~)
- Dobramento dos joelhos (>)

Se um atleta receber três cartões vermelhos durante a prova é automaticamente desclassificado.

### Final
A final dos 20 km de marcha atlética feminino foi disputada em 22 de julho as 13:00 (UTC-3).
| Pos.              | Atleta               | País               | Tempo   | Dif. | Cartão vermelho |
| ----------------- | -------------------- | ------------------ | ------- | ---- | --------------- |
| Medalha de ouro   | Cristina López       | ESA El Salvador    | 1h38m59 | —    | ~~              |
| Medalha de prata  | Miriam Ramón         | ECU Equador        | 1h40m03 | 1m04 |                 |
| Medalha de bronze | María Esther Sánchez | MEX México         | 1h41m47 | 2m48 |                 |
| 4                 | Tânia Spindler       | BRA Brasil         | 1h42m15 | 3m16 |                 |
| 5                 | Rosario Sánchez      | MEX México         | 1h42m47 | 3m48 |                 |
| 6                 | Sandra Zapata        | COL Colômbia       | 1h43m44 | 4m45 | >               |
| 7                 | Yadira Guamán        | ECU Equador        | 1h46m06 | 7m07 |                 |
| —                 | Cisiane Lopes        | BRA Brasil         | DNF     | —    |                 |
| —                 | Glenda Ubeda         | NCA Nicarágua      | DNF     | —    |                 |
| —                 | Verónica Colindres   | ESA El Salvador    | DSQ     | —    | >>>             |
| —                 | Geovana Irusta       | BOL Bolívia        | DSQ     | —    | ~~~             |
| —                 | Jolene Moore         | USA Estados Unidos | DSQ     | —    | ~~>             |
| —                 | Evelin Núñez         | GUA Guatemala      | DSQ     | —    | ~~~             |
| —                 | Leyci Rodríguez      | CUB Cuba           | DSQ     | —    | >>>             |
| —                 | Teresa Vaill         | USA Estados Unidos | DSQ     | —    | >~~             |